# Lehr Motor Company
Lehr Motor Company war ein US-amerikanischer Hersteller von Automobilen.

## Unternehmensgeschichte
Das Unternehmen wurde 1916 im US-Bundesstaat Maine gegründet. Das Werk befand sich dagegen in Saginaw in Michigan. William M. Guider als Präsident, Alfred F. Myer als Vizepräsident und Cury M. Schwahn als Sekretär und Schatzmeister stammten alle aus Saginaw. Harry MacKaye als Ingenieur und Generalmanager war vorher in Cleveland in Ohio tätig. Sie begannen im gleichen Jahr mit der Produktion von Automobilen. Der Markenname lautete Saginaw. Noch 1916 endete die Produktion. Insgesamt entstanden nur wenige Fahrzeuge. Am 24. Oktober 1916 wurde das Unternehmen aufgelöst.
Es gab keine Verbindung zur Valley Boat & Engine Company, die zwei Jahre vorher den gleichen Markennamen für Personenkraftwagen verwendete.

## Fahrzeuge
Ein Modell war der Eight. Er hatte einen V8-Motor von der Massnick-Phipps Manufacturing Company. Als Neupreis waren 1050 US-Dollar angekündigt.
Außerdem entstanden zwei Exemplare eines Modells mit einem Vierzylindermotor.